# 70-та окрема бригада підтримки (Україна)
70-та окрема бригада підтримки (70 ОБрП, в/ч А0853) — військова частина у підпорядкуванні Командування Сил підтримки Збройних сил України, розташоване в місті Бар Вінницької області.

## Історія
Полк брав участь у навчаннях «Рубіж 2016», що відбувалися з 5 по 25 жовтня у Херсонській області.
6 грудня 2021 року полк отримав бойове знамено.
2 листопада 2022 року частина відзначала річницю.
У квітні 2024 року частина змінила у соцмережах назву з полку на бригаду.
У листопаді 2024 року бригада святкувала річницю.

## Командування
- 2016—2021: полковник Предиткевич Олег Станіславович[1]
- з 2021: полковник Верига Володимир Васильович[6]

## Втрати
- 25 лютого 2022 — Квасний Захар Андрійович, лейтенант, командир інженерно-саперного взводу. Загинув біля міста Ірпінь Київської області.
- 25 лютого 2022 — Шиманський Роман Володимирович, молодший сержант. Загинув біля міста Ірпінь Київської області.[7]
- 28 квітня 2022 — Дроздов Сергій Анатолійович, молодший сержант. Загинув під Ізюмом на Харківщині.[8]
- 28 квітня 2022 — Кучерук Олексій Олександрович, старший солдат. Загинув під містом Ізюм на Харківщині.[9]
- 11 жовтня 2023 — Продан Владислав Едуардович, лейтенант, командир роти плавальних машин. Загинув під Ямполем на Донеччині.[10]
- 27 січня 2024 — Навертюк Віктор Миколайович, молодший сержант, командир інженерно-саперного відділення.[11]